# Phong trào 1 tháng 3

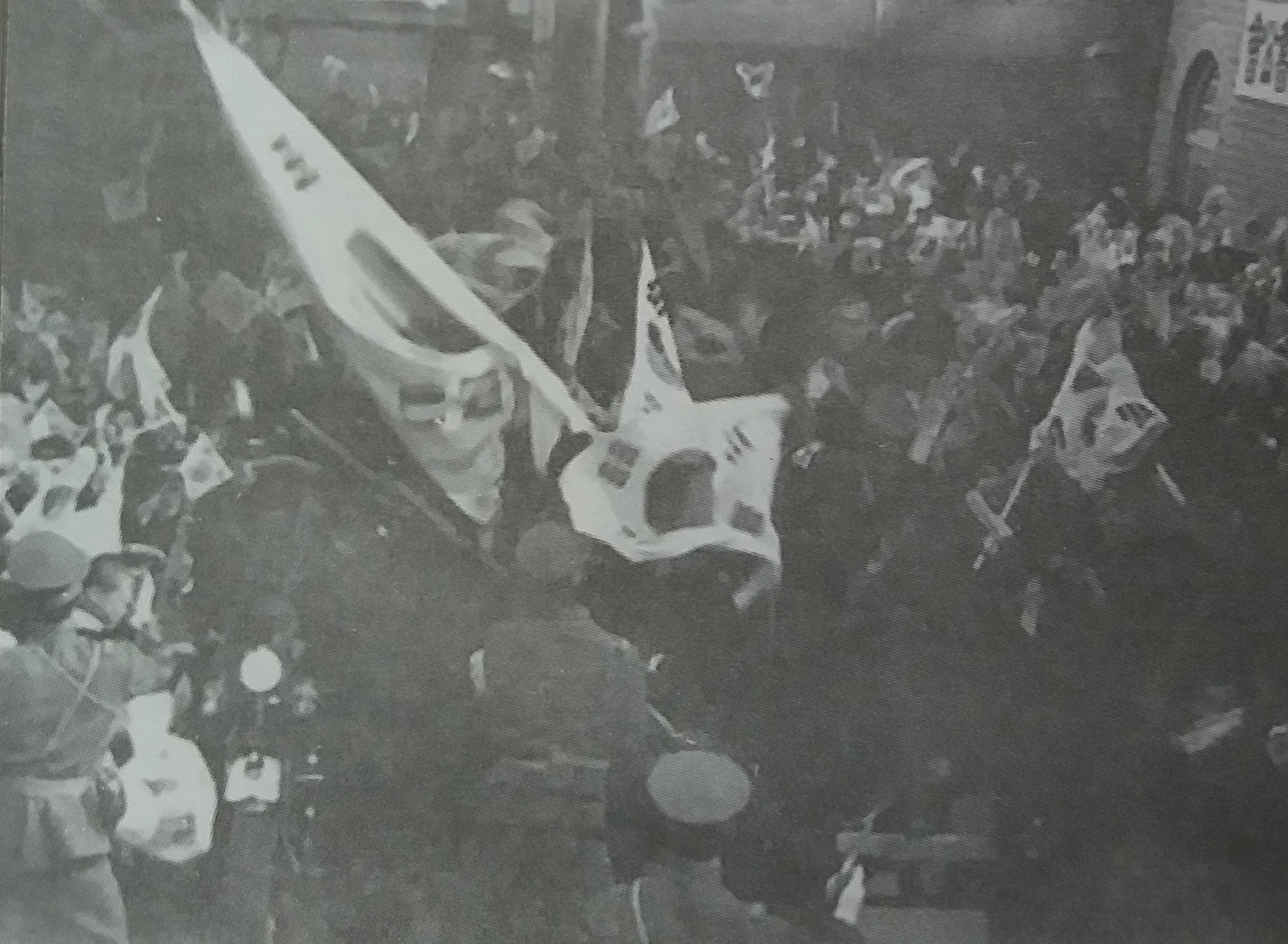
Phong trào 1 tháng 3

Phong trào 1 tháng 3 hay Phong trào Sam-il là một loạt các cuộc biểu tình phản đối chế độ thực dân Nhật Bản được tổ chức trên khắp Triều Tiên và quốc tế bởi cộng đồng người Hàn kiều bắt đầu vào ngày 1 tháng 3 năm 1919.  Các cuộc biểu tình chủ yếu tập trung vào tháng 3 và tháng 4 năm đó, mặc dù các cuộc biểu tình liên quan vẫn tiếp tục cho đến năm 1921. Ở Hàn Quốc, phong trào này được ghi nhớ như một sự kiện mang tính bước ngoặt không chỉ của phong trào giành độc lập của Triều Tiên mà còn của toàn bộ lịch sử Triều Tiên.
Các cuộc biểu tình bắt đầu ở Seoul, với việc công khai đọc Tuyên ngôn độc lập của Triều Tiên tại nhà hàng Taehwagwan và tại công viên Tapgol. Phong trào phát triển và lan rộng nhanh chóng. Số liệu thống kê về cuộc biểu tình không chắc chắn; có khoảng 1.500 đến 1.800 cuộc biểu tình với tổng số khoảng 0,8 đến 2 triệu người tham gia. Tổng dân số Triều Tiên vào thời điểm đó là khoảng 16 đến 17 triệu người. Mặc dù bản chất của các cuộc biểu tình là hòa bình, nhưng chúng thường xuyên bị đàn áp dữ dội. Một ước tính của Hàn Quốc vào năm 1920 tuyên bố có 7.509 người chết và 46.948 người bị bắt. Chính quyền Nhật Bản báo cáo số lượng thấp hơn nhiều, mặc dù có những trường hợp chính quyền được quan sát thấy đã tiêu hủy bằng chứng, chẳng hạn như trong vụ thảm sát Jeamni. Sau đó, chính quyền Nhật Bản đã tiến hành một chiến dịch thông tin sai lệch toàn cầu về các cuộc biểu tình. Họ thúc đẩy nhiều lời tường thuật khác nhau, bao gồm cả việc phủ nhận hoàn toàn mọi cuộc biểu tình đang diễn ra, mô tả chúng là các cuộc nổi dậy bạo lực của những người Bolshevik, và tuyên bố rằng người Triều Tiên cần sự cai trị nhân từ của Nhật Bản. Những lời tường thuật này đã bị thách thức công khai bởi những người nước ngoài có thiện cảm và cộng đồng Hàn kiều
Phong trào này không dẫn đến sự giải phóng nhanh chóng của Triều Tiên, nhưng có một số tác động đáng kể. Nó tiếp thêm sinh lực cho phong trào độc lập của Triều Tiên và dẫn đến việc thành lập Chính phủ lâm thời Đại Hàn Dân Quốc. Nó cũng gây ra một số tổn hại đến danh tiếng quốc tế của Nhật Bản và khiến chính quyền thực dân Nhật Bản phải cấp một số quyền tự do văn hóa hạn chế cho người Hàn Quốc theo một loạt các chính sách mà từ đó được gọi là "quy tắc văn hóa". Hơn nữa, phong trào này tiếp tục truyền cảm hứng cho các phong trào khác ở nước ngoài, bao gồm Phong trào Ngũ Tứ của Trung Quốc và các cuộc biểu tình satyagraha của Ấn Độ.
Lễ kỷ niệm bắt đầu phong trào đã được tổ chức kể từ đó, mặc dù việc này phần lớn được thực hiện bí mật ở Triều Tiên cho đến khi giải phóng vào năm 1945. Ở Hàn Quốc, đây là một ngày lễ quốc gia. Chính phủ Bắc Triều Tiên ban đầu đã tổ chức ngày này như một ngày lễ quốc gia, nhưng cuối cùng đã hạ cấp và hiện không đánh giá tầm quan trọng của phong trào tương tự. Hiện tại, họ quảng bá các bài viết về sự kiện nhằm nhấn mạnh vai trò của gia đình Kim cầm quyền trong các cuộc biểu tình.

## Di sản và diễn giải

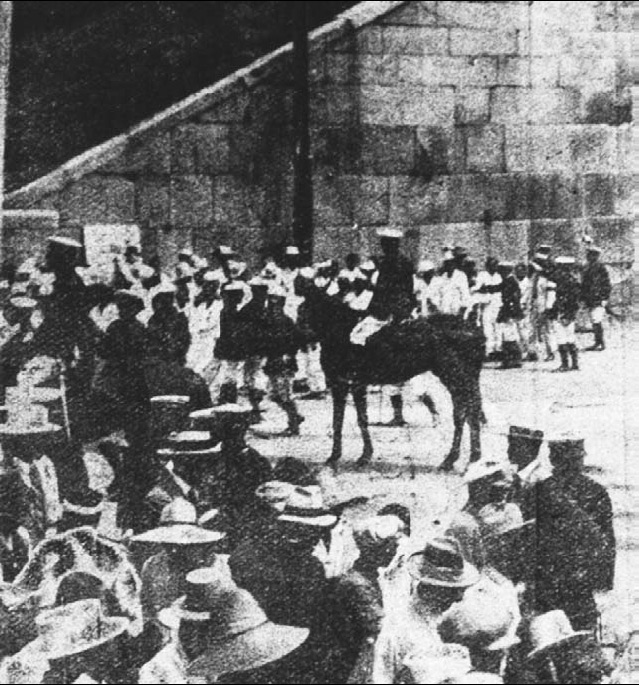
Phong trào Mười tháng Sáu (1926)

Di sản của Phong trào 1 tháng 3 vẫn đang được các học giả tranh luận tích cự. Mặc dù phong trào này không đảm bảo được sự giải phóng của Hàn Quốc, nhưng nó đã có một số tác động đáng kể đối với Triều Tiên và một số quốc gia khác. Cảm tình của các nhà hoạt động vì độc lập trong số những người Triều Tiên trên toàn cầu bùng lên. Phong trào Mười tháng Sáu năm 1926, được châm ngòi bởi cái chết của Sunjong con trai của Gojong, đã có nhiều hành động phản đối tương tự diễn ra. Trong bối cảnh đàn áp dữ dội các cuộc biểu tình và truy lùng những người tham gia và lãnh đạo, nhiều người Hàn Quốc đã chạy trốn khỏi bán đảo. Một số người trong số họ tụ tập ở Thượng Hải, và vào tháng 4 năm 1919, họ thành lập Chính phủ lâm thời Hàn Quốc (KPG). Chính phủ này hiện được coi là tiền thân của chính phủ hiện đại của Hàn Quốc, và giữ một vị trí quan trọng trong phong trào độc lập và bản sắc Hàn Quốc.
Kể từ khi phong trào này diễn ra, nhiều nhóm khác nhau đã diễn giải bản chất và ý nghĩa của nó theo nhiều cách. Một số diễn giải thiên tả phân tích sự kiện này bằng cách sử dụng khuôn khổ Marxist và xã hội chủ nghĩa, một số được cho là diễn giải phong trào này là một cuộc cách mạng vô sản thất bại, và chỉ để ghi nhớ chứ không phải để ăn mừng. Kể từ khi Triều Tiên bị chia cắt, cả chính phủ Bắc Triều Tiên và Nam Triều Tiên đều thúc đẩy các phân tích khác nhau về lịch sử Triều Tiên. Học giả Dennis Hart lập luận rằng tất cả các quốc gia đều tham gia vào việc biên soạn lịch sử quốc gia để tác động đến chính trị, và việc chia cắt và thành lập các quốc gia đối địch đã tạo ra nhu cầu về hai câu chuyện lịch sử từ một quá khứ duy nhất.
Nhà sử học Michael Shin coi phong trào này là bước ngoặt đối với chủ nghĩa dân tộc Triều Tiên, từ việc do giới tinh hoa dẫn đầu sang hành động của quần chúng. Giai đoạn cai trị văn hóa sau đó cũng dẫn đến sự phát triển của phương tiện truyền thông in ấn Triều Tiên, từ đó củng cố thêm tình cảm dân tộc chủ nghĩa.

### Hàn Quốc
Ở Hàn Quốc, phong trào này được coi là một thời điểm quan trọng trong quá trình hình thành bản sắc dân tộc Hàn Quốc hiện đại.

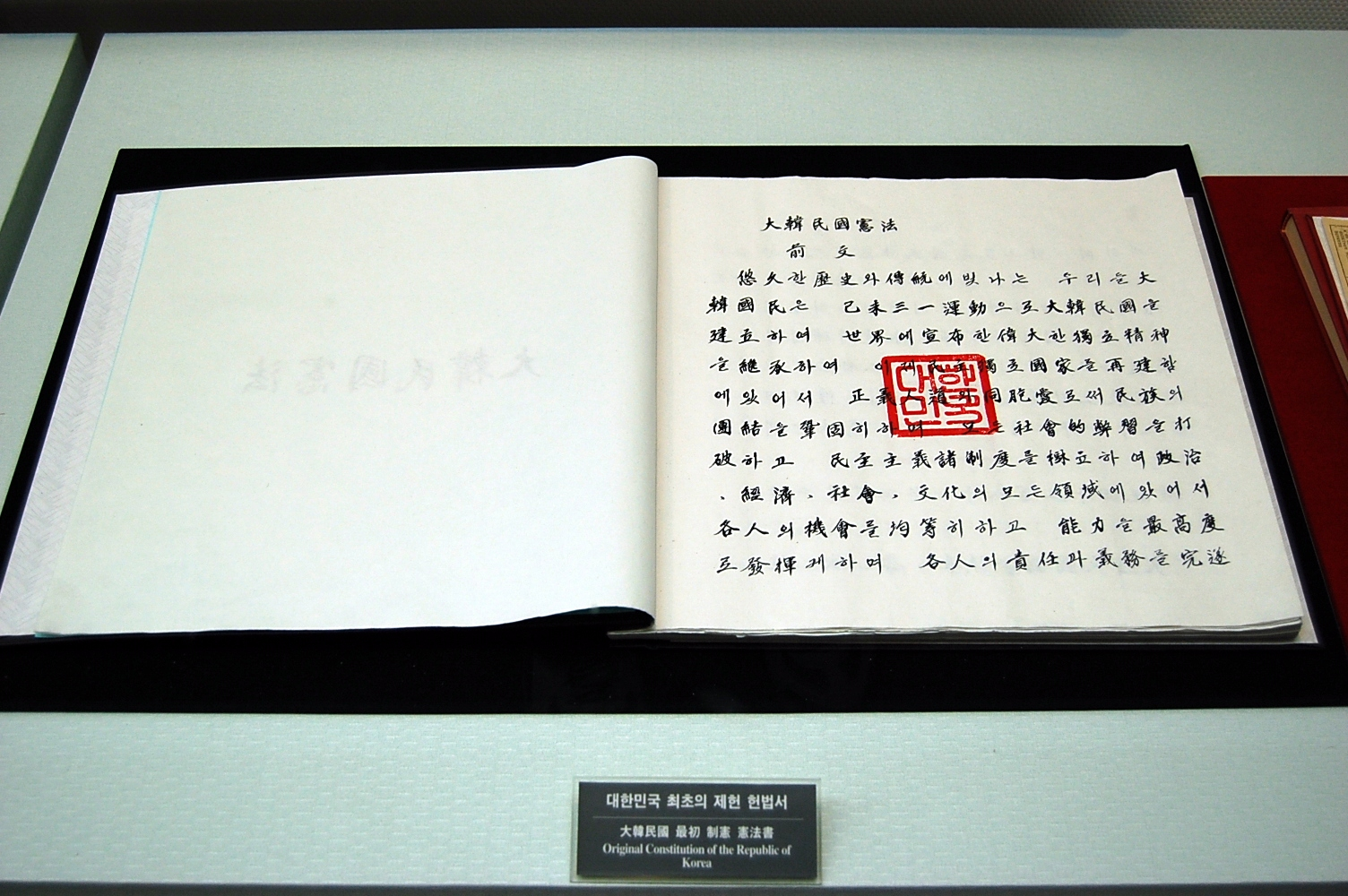
Trang đầu tiên của hiến pháp Hàn Quốc, có đề cập đến Phong trào Ngày 1 tháng 3.

Hiến pháp Hàn Quốc đề cập đến phong trào này ngay trong câu đầu tiên: "Chúng tôi, nhân dân Hàn Quốc, tự hào về lịch sử và truyền thống huy hoàng từ xa xưa, ủng hộ sự nghiệp của Chính phủ Cộng hòa Lâm thời Hàn Quốc ra đời từ Phong trào Độc lập Ngày 1 tháng 3 năm 1919..."
Ở Hàn Quốc, sự kiện này liên quan đến việc thành lập Chính phủ Lâm thời Hàn Quốc được thúc đẩy, nhằm củng cố tính hợp pháp của chính phủ đó.

### Bắc Triều Tiên
Ở Bắc Triều Tiên, sự kiện này được dạy như một bước ngoặt khi gia đình của Kim Il Sung tám tuổi đã lãnh đạo phong trào độc lập. Tâm điểm của phong trào được dạy là Bình Nhưỡng thay vì Seoul, và những đóng góp của những nhân vật có ảnh hưởng trong chính phủ Hàn Quốc sau này bị hạ thấp. Ba mươi ba đại diện quốc gia được mô tả là đã đầu hàng ngay sau khi đọc tuyên bố của họ. Dennis Hart đã in đoạn trích được dịch này từ Chosŏn Ryŏksa, một cuốn sách giáo khoa lịch sử Bắc Triều Tiên được sử dụng từ năm 1984 đến năm 1990:
Dưới sự lãnh đạo của nhà cách mạng chống Nhật vĩ đại và nhiệt thành Kang Jin Sok [anh trai của mẹ Kim II Sung], tiếng hô "Độc lập muôn năm của Triều Tiên" lan truyền như một làn sóng khắp cả nước. Ngay từ đầu, cuộc đấu tranh đã có đặc điểm của một cuộc bạo loạn và lan rộng. Vào thời điểm này, nhà lãnh đạo vĩ đại và đáng kính của chúng ta Kim II Sung, lúc đó tám tuổi, đã tham gia vào cuộc biểu tình chống Nhật và đi đến Cổng Bongťongdae, cách đó khoảng 30 dặm.

Trong khi các học giả ở cả miền Nam và miền Bắc đều tương đối đồng thuận rằng phong trào này khó có thể dẫn đến sự giải phóng nhanh chóng cho Triều Tiên, thì các sách giáo khoa của Triều Tiên lại cho rằng phong trào này thất bại vì thiếu sự lãnh đạo trung ương của Kim.

### Các phong trào độc lập khác

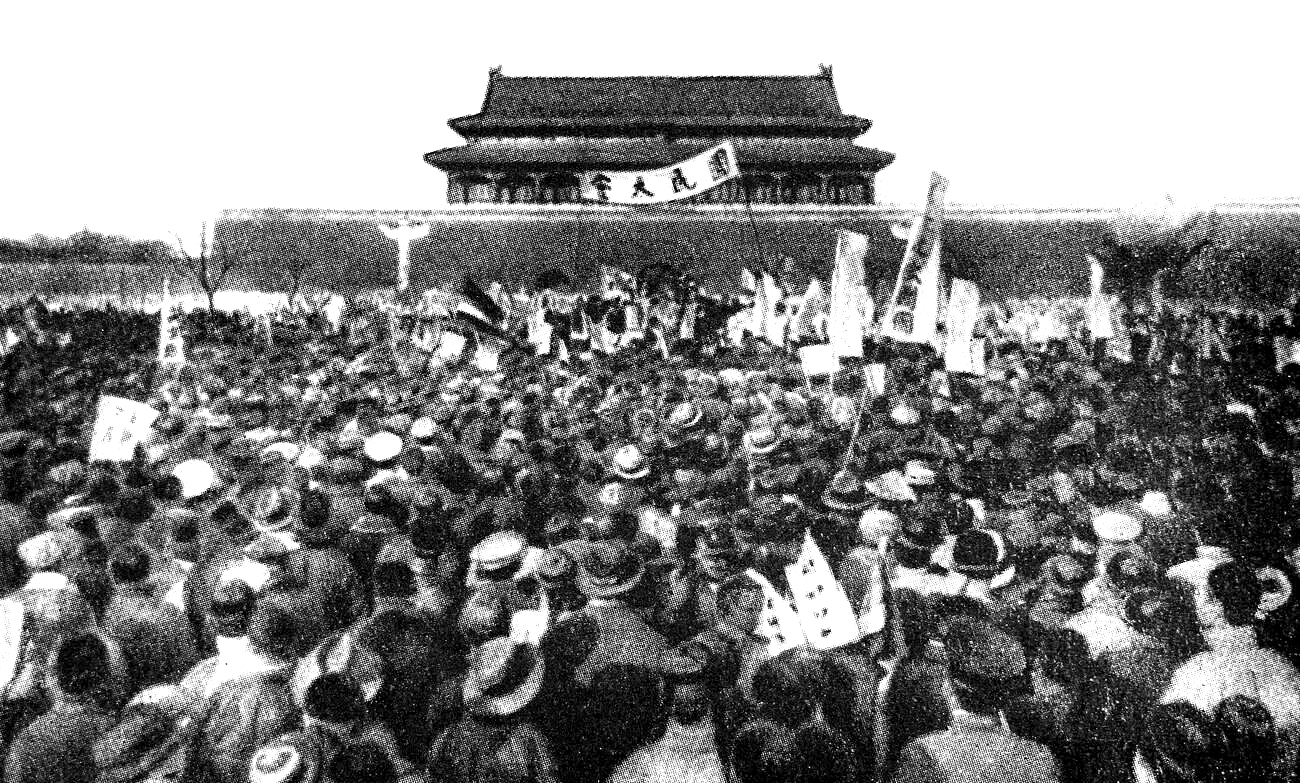
Những người biểu tình Trung Quốc của Phong trào Ngũ tứ. Những người tổ chức cuộc biểu tình được cho là lấy cảm hứng một phần từ Phong trào 1 tháng 3. (1919)

Phong trào 1 tháng 3 đã có một số tác động đến các phong trào biểu tình khác vào thời điểm này, mặc dù mức độ tác động vẫn đang được tranh luận sôi nổi. Một số nhà sử học đã lập luận rằng các cuộc biểu tình khác nhau diễn ra trong các hoàn cảnh chính trị khác nhau và với các nguyên nhân khác nhau, và do đó khó có thể quy trực tiếp cho Phong trào 1 tháng 3.
Vài tuần sau Phong trào Ngày 1 tháng 3, những người tổ chức Phong trào Ngũ Tứ tại Trung Quốc như Fu Ssu-nien đã trích dẫn Phong trào 1 tháng 3 như một trong những nguồn cảm hứng của họ. Cuộc biểu tình đó kể từ đó đã được đánh giá là một thời điểm quan trọng trong lịch sử hiện đại của Trung Quốc.
Nhà hoạt động độc lập người Ấn Độ Mahatma Gandhi đã đọc về các cuộc biểu tình hòa bình khi ở Nam Phi. Ông được cho là đã quyết định trở về Ấn Độ ngay sau đó và phát động phong trào bất hợp tác.
Tại Philippines thuộc Mỹ, sinh viên đại học ở Manila đã tổ chức một cuộc biểu tình ủng hộ độc lập vào tháng 6 năm 1919 và trích dẫn Phong trào 1 tháng 3 như một nguồn cảm hứng.
Tại Ai Cập do Anh chiếm đóng, sinh viên Đại học Cairo đã tổ chức một cuộc biểu tình ủng hộ độc lập trong bối cảnh cuộc cách mạng Ai Cập năm 1919 và trích dẫn Phong trào 1 tháng 3 như một nguồn cảm hứng.

### Phong trào như một cuộc cách mạng
Có cuộc tranh luận về việc phong trào này có thể được coi là một cuộc cách mạng ở đâu. Nhà sử học Youngseo Baik cho rằng điều đó có thể xảy ra, vì phong trào này ủng hộ sự thay đổi chính trị đáng kể và có tác động lâu dài đến tư tưởng chính trị của Triều Tiên.

### Lời xin lỗi
Vào tháng 8 năm 2015, Yukio Hatoyama, người trước đây từng giữ chức Thủ tướng Nhật Bản trong chín tháng, đã đến thăm Nhà tù Seodaemun và xin lỗi về cách đối xử với các tù nhân.